# انضمام المغرب إلى الاتحاد الأوروبي

خريطة المغرب باللون البرتقالي مع دول الاتحاد الأوروبي باللون الأخضر

في سنة 1987 تقدم المغرب بطلب الانضمام إلى المجموعة الأوروبية، غير أن هذه الأخيرة كان ردها سلبيا بدعوى أن المغرب لا ينتمي إلى القارة الأوروبية.